# لوكاس ميشال
لوكاس ميشال (بالتشيكية: Lukáš Michal)‏ هو لاعب كرة قدم تشيكي في مركز الوسط، ولد في 17 أغسطس 1983 في تشيكوسلوفاكيا. شارك مع منتخب التشيك تحت 17 سنة لكرة القدم ومنتخب التشيك تحت 19 سنة لكرة القدم. أما مع النوادي، فقد لعب مع نادي كلادنو.

## وصلات خارجية
- لوكاس ميشال على موقع الاتحاد التشيكي (الإنجليزية)
- لوكاس ميشال على موقع قاعدة بيانات كرة القدم.إي يو (الإنجليزية)
- لوكاس ميشال على موقع Soccerway.com (الإنجليزية)